# 丁德

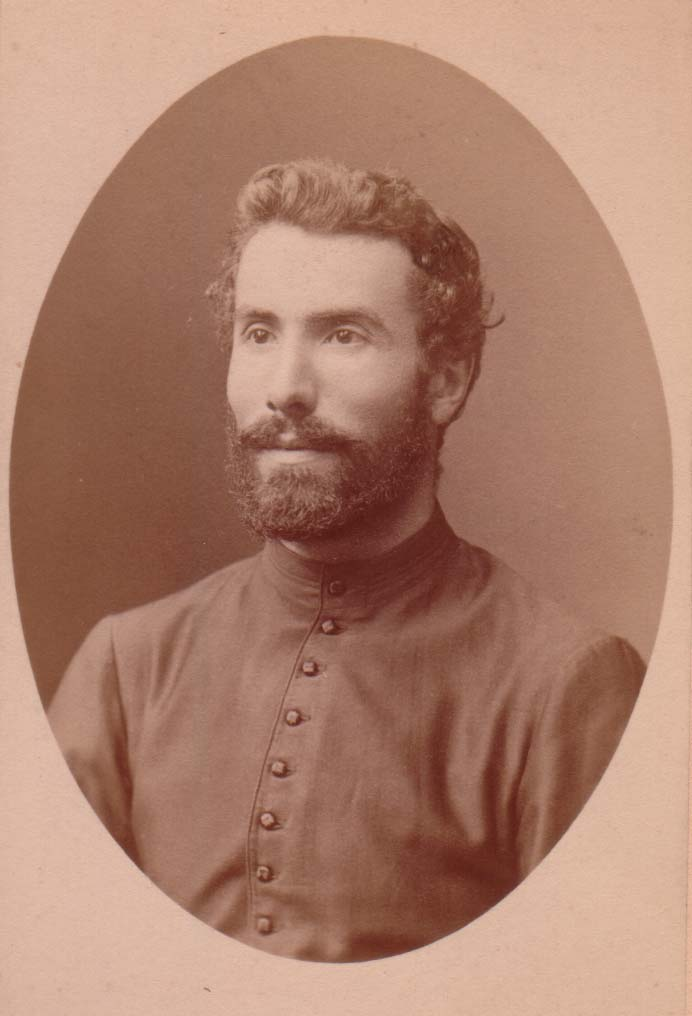
法国天主教传教士丁德

丁德（1860年6月—1920年7月30日），一作丁德良、丁成莫、丁良，法国天主教神父，巴黎外方传教会传教士。

## 生平
丁德出生于法国下比利牛斯省热尔。1884年加入巴黎外方传教会。1887年9月晋铎，同年底出发前往西藏传教。他先在打箭炉停留并学习汉语。1890年，三年前被当地人从盐井逐出的白义思（Bénigne Couroux）神父决定绕道云南维西返回盐井，丁德与他同行。到达云南后，时任云南宗座代牧区主教古若望（Jean-Joseph Fenouil）让他在此停驻两年。此后，他于1893年前往小维西传教，期间组织修建了小维西圣心堂。1904年，他回到扎坝。
丁德于1905年前往盐井，致力于巴塘事变发生后此地天主教的恢复工作。1914年，巴塘的彭茂美神父在理塘附近被喇嘛杀害，丁德奉命成为他的继任者。1920年7月30日，他在巴塘逝世，终年60岁。